# Notoraja inusitata
Notoraja inusitata — вид хрящевых рыб рода Notoraja семейства Arhynchobatidae. Обитают в тропических водах западной части Тихого океана. Встречаются на глубине до 844 м. Их крупные, уплощённые грудные плавники образуют округлый диск со треугольным заострённым рылом. Максимальная зарегистрированная длина 44 см. Не являются объектом целевого промысла.

## Таксономия
Впервые вид был научно описан в 2012 году. Видовой эпитет происходит от лат. inusitatus — «странный». Голотип представляет собой неполовозрелого самца длиной 44,4 см, пойманного в водах Вануату (14°58′ ю. ш. 166°52′ в. д.) на глубине 807—844 м.

## Ареал
Эти скаты являются эндемиками архипелага Вануату. Встречаются на глубине 807—844 м.

## Описание
Широкие и плоские грудные плавники этих скатов образуют округлый диск в виде сердечка с треугольным заострённым рылом.  На вентральной стороне диска расположены 5 жаберных щелей, ноздри и рот. На тонком хвосте имеются латеральные складки. У этих скатов 2 редуцированных спинных плавника и редуцированный хвостовой плавник. Имеется один преорбитальный шип. Поверхность диска бархатистая, покрыта мелкой чешуёй, вентральная сторона голая. Хвост длинный, сужается от основания до первого спинного плавника, а затем слегка расширяется. Его поверхность покрыта колючками за исключением вентральной стороны у основания. На дорсальной поверхности расположен неровный срединный ряд мелких шипов. Назальные лопасти не расширены. Рот довольно узкий. Передняя и задняя лопасти брюшных плавников одинаковой длины. Окраска дорсальной поверхности бледного серо-коричневого цвета, нижняя поверхность беловатая. Количество позвонков 143. На верхней челюсти 41, а на нижней зубных 38 рядов. Максимальная зарегистрированная длина 44,4 см.

## Взаимодействие с человеком
Эти скаты не являются объектом целевого лова. Международный союз охраны природы ещё не оценил охранный статус вида.